# ヴァイセンフェルスの戦い
ヴァイセンフェルスの戦いは、七年戦争ロスバッハ戦役中の1757年10月31日にドイツ中部の都市ヴァイセンフェルスで行われた戦闘である。フランス軍、オーストリア軍ならびにライヒスアルメーからなる連合軍が占領していたヴァイセンフェルスをプロイセン軍が襲撃した。連合軍はザーレ川に渡る橋を落とすことでプロイセン軍の攻撃をしのぐことができたが、危険を感じた連合軍はザーレ川沿いに散らばっていた部隊を集結させ、プロイセン軍に対抗することを選択する。

## 背景
8月後半から10月にかけて、ザクセン選帝侯領を解放しようとする連合軍とそれを撃破しようとするプロイセン軍はザクセン西部からテューリンゲンを舞台として駆け引きを繰り返した。連合軍の進軍が慎重になり、プロイセン軍が連合軍を撃破できないでいる間に、ベルリン襲撃が行われ、シュレージエンの情勢も緊迫の度を深めるなど、プロイセン軍は他方面の状況が悪化していた。このためフリードリヒ大王は一度テューリンゲンでの作戦を諦めてザクセン東部に撤退した。
対して連合軍は、全般の情勢が自軍に有利になり、自軍正面からはプロイセン主力軍が去ったことから積極的な東進を再開した。ハノーファーを占領したリシュリューから派遣されたブロイ率いる援軍を得て計6万を数える連合軍はテューリンゲンからザクセン西部に再び進出し、ザーレ川を東に渡河してザクセン西部の要衝ライプツィヒの攻略を企図した。
ライプツィヒを守るカイトから連合軍の東進を知らされた大王は、連合軍を会戦によって撃破する機会を得てシュレージエンへの転進を中止、マクデブルクからラウジッツまで散らばっていた自軍部隊にライプツィヒ集結を命じた。10月26日から28日にかけてライプツィヒに集結したプロイセン軍は、合計2万5千に満たない数だったが、士気は高く行動は連合軍よりずっと積極的だった。
本戦役中の連合軍の姿勢が常にそうであったように、予期しないプロイセン軍主力の急接近に直面した連合軍の指揮官は動揺して敵との距離を取ろうとした。10月30日、プロイセン軍はライプツィヒ西方リュッツェンに進出したが、連合軍は衝突を避けてライプツィヒ周辺から撤退、ザーレ川左岸に戻って川を頼りにプロイセン軍の攻撃を防ごうとした。30日夜、プロイセン軍先鋒を指揮するザイトリッツが、連合軍はヴァイセンフェルスでザーレ川を北に渡りつつあるが、翌日まで渡河は終わりそうにないとの情報をもたらした。大王はこの機会に連合軍を攻撃しようとヴァイセンフェルス襲撃を決心した。ヴァイセンフェルスの下流には同様に橋を持つ街メルゼブルクがあり、大王は軍を2つに分けて一方をカイトに預けてメルゼブルクの占領を命じ、自身がもう一方を率いてヴァイセンフェルスに向かうこととした。

## 戦闘

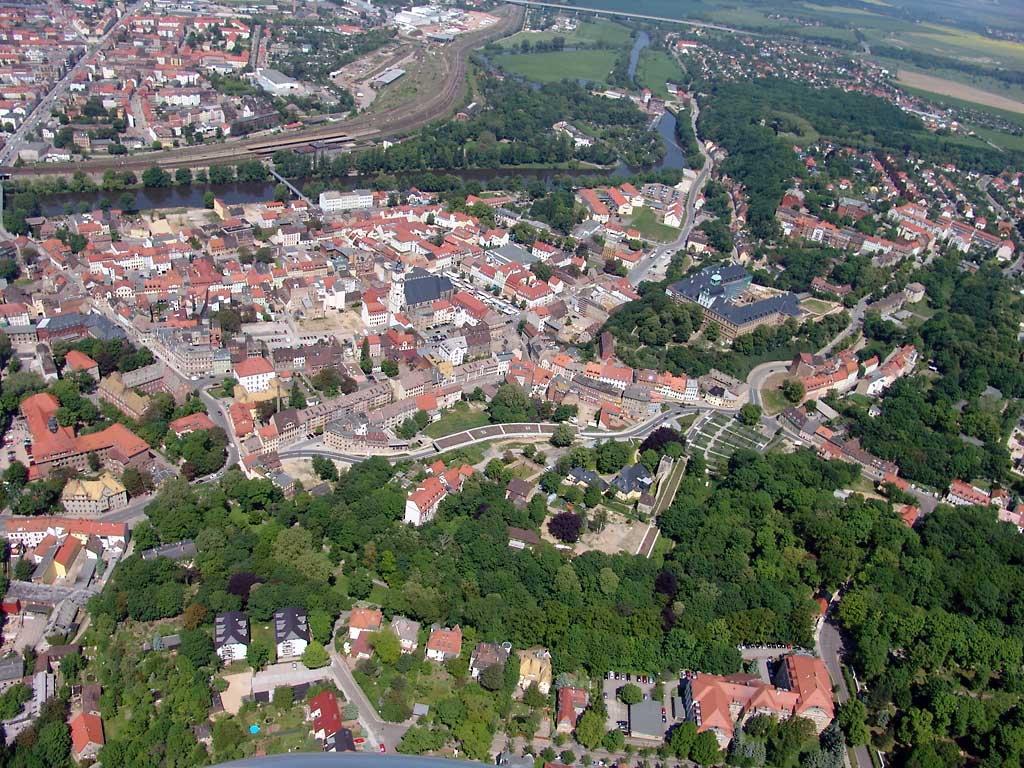
現在のヴァイセンフェルス

31日早朝、リュッツェンを出発した大王は軍本隊をハインリヒ王子に預け、自身は騎兵部隊および2個擲弾兵大隊、1個義勇大隊を抽出して強行軍を行った。プロイセン軍の接近に対し、オーストリア軍のセーチェーニ軽騎兵連隊が後衛戦闘に努めていたが、どういうわけか敵軍接近の報告が連合軍の指揮官には伝わらなかった。
ヴァイセンフェルス市はザーレ川の南岸にあり、川を北に渡河した連合軍部隊は市街から離れて郊外の村に分散宿営していた。南岸市内にはフランス軍の擲弾兵々団（15個中隊）とライヒスアルメーのプファルツ＝ツヴァイブリュッケン連隊およびバイエルン連隊（各2個大隊編成）が残っていた。彼らはノイ＝アウグストゥスブルク宮殿に宿営していたが、この日は休息を与えられており、戦闘を予期していなかった。
午前7時半頃、プロイセン軍がオーストリア軍の軽騎兵と交戦しながらヴァイセンフェルス市に押し寄せた。彼らはたちまち防衛不十分な城門を突破して市内に雪崩れ込んだ。虚を衝かれた連合軍の将兵は宮殿からザーレ川に架かる橋を目指して走った。フランス勢はプロイセン軍の襲撃を逃れて北岸に渡ったが、遅れた帝国勢は市場広場で戦闘隊形を組んでプロイセン軍に対抗した。プロイセン軍は近傍の高地に砲を引き上げ、容赦のない銃砲火力を浴びせて彼らを打ち負かした。
北岸市外ブルクヴェルベンにいたヒルトブルクハウゼンはプロイセン軍の襲撃を知って橋に駆け付け、南岸から逃げてきたフランス兵を叱咤して部隊を立て直した。ヒルトブルクハウゼンは砲を河岸に据えて橋の防衛を図る一方で部下に橋を燃やすための手配をさせた。ヒルトブルクハウゼンの右腕であるヘッセン＝ダルムシュタット侯子ゲオルクがいくつかの擲弾兵中隊を率いて南岸に逆渡河し、市場広場から逃れてきた友軍の撤退を援護した。やがて橋を燃やす準備が整うと、ヒルトブルクハウゼンは南岸の部隊を北に戻して橋に火をつけた。橋を奪取しようと殺到したプロイセン兵は対岸からの連合軍の斉射によって薙ぎ倒された。木製の橋はその全体が火に包まれるのに5分とかからなかった。ハインリヒ王子率いる本隊がヴァイセンフェルスに到着したころには市街から大きな黒煙が登っていた。

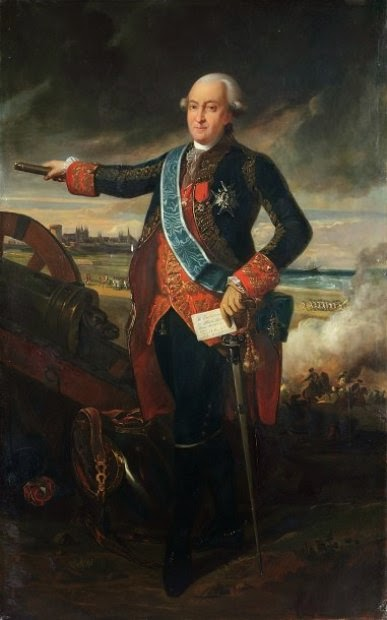
クリヨン公ルイ。のちにジブラルタル包囲戦で包囲軍司令官を務めたことで知られる。ロスバッハ戦役ではフランス軍擲弾兵々団長を務めた。

橋が燃え崩れていくのを見ながら、南岸ではプロイセン軍が渡河点を探し、北岸では連合軍が河岸に部隊を並べて敵軍の渡河の試みを牽制した。川を挟んで砲戦が交わされ、午後遅くまで続いた。このとき北岸にいたあるフランス軍の将校は、南岸からこちらを観察するプロイセン王と思しき敵軍将官が自軍の射程内にいるのを見つけた。彼は指揮官であるクリヨンの元に行き、彼を狙撃できると報告した。このときクリヨンは朝食中だった。クリヨンは将校に手元のワイン一杯を与えると、「橋の確かに落ちるのを見届けよ。敵将には手出し無用。いわんや王をや」と言い渡して将校を持ち場に戻したという。

## ロスバッハ戦役最終局面

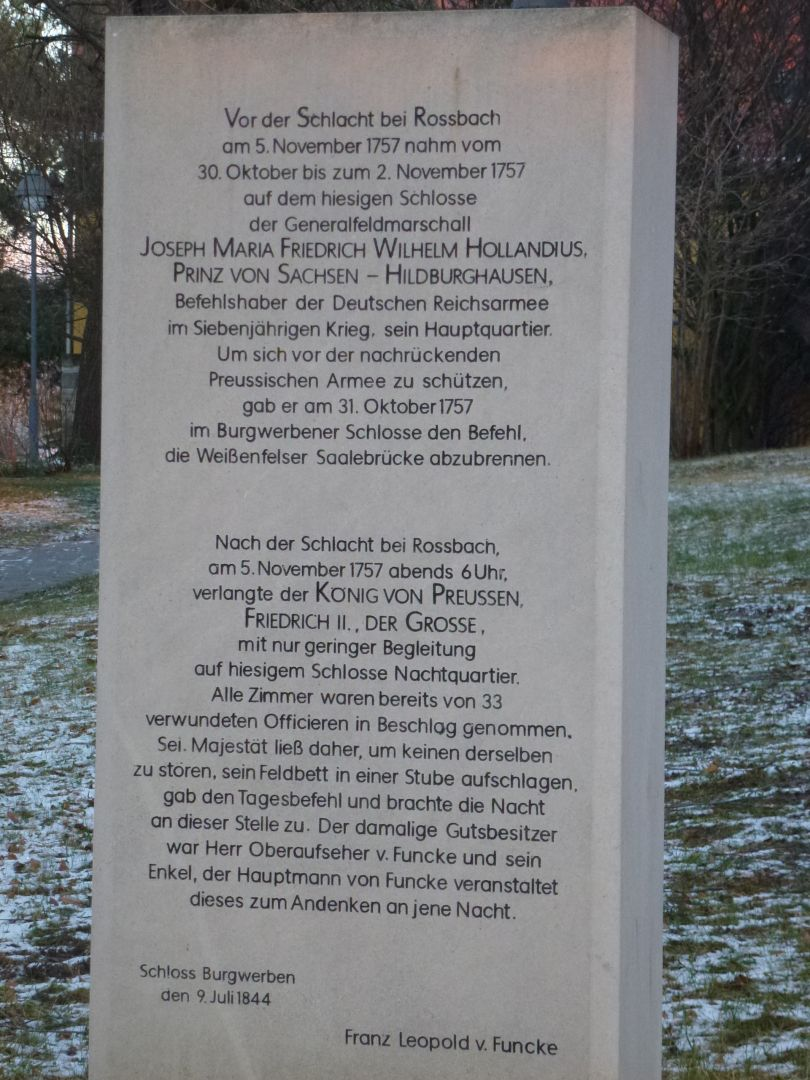
ブルクヴェルベンのロスバッハ会戦記念碑。

ヴァイセンフェルスの橋を奪取できなかったプロイセン軍はそれ以上連合軍を攻撃することができなかった。連合軍はザーレ川を障害とすることでプロイセン軍の攻撃を免れたが、南岸に取り残されたプファルツ兵440人、バイエルン兵190人が捕虜となった。ヒルトブルクハウゼンはフランス軍が非協力的で備えも疎かであったと批判した。
ヴァイセンフェルスで大王直率軍が阻止されたのと同様、メルゼブルクでは守将ブロイがその橋を落として対岸を防衛したためカイト軍はザーレ川を渡河できなかった。連合軍はさらに下流のハレにおいても橋を落とし、フェルディナント公子が足止めを食っていた。連合軍を一気呵成に強襲して撃破しようという大王の目論見は崩れ、戦況はまた一度膠着した。大王は連合軍が守っているヴァイセンフェルスから離れて渡河点を探し始めた。
ザーレ川の防衛に成功したことで一息ついた連合軍であるが、指揮官の動揺は大きかった。ザーレ川を防衛するために自軍部隊がハレからヴァイセンフェルス、さらにその上流域にまで分散している状況は、連合軍にとっても各個撃破の恐れのある危険な状態だった。ヒルトブルクハウゼンは敵軍の渡河を許しても連合軍の合流を図るべしと提案して、フランス軍司令官スービーズもこれに同意したが、フランス軍にとってはともかく、帝国勢についてはその実行の仕方は拙かった。ザーレ川上流域の防衛のために配置したライヒスアルメーの多数の部隊が残置されたままになり、またザーレ川の南方に設定されていた帝国勢の後方連絡線の再構築の目途がついていなかったからである。11月2日、連合軍はヴァイセンフェルス以東のザーレ川左岸地域から撤退、右岸に展開するプロイセン軍に対して中央陣となるミュッヒェルンに集結した。これによって連合軍は敵の攻撃を迎え撃つ用意ができたが、プロイセン軍の渡河を阻むものはなくなった。
11月3日、プロイセン軍はハレ、メルゼブルク、ヴァイセンフェルスで一斉にザーレ川を渡河、分進合撃の形式で目指す連合軍へ向け進軍した。かくして戦役はロスバッハ会戦に至る。

## 参考資料
- Archenholz, Johann Wilhelm von. The history of the Seven Years War in Germany, （C.Jugel, 1843, Digitized Dec 15, 2006）
- Carlyle, Thomas. History Of Friedrich II. of Prussia
- Duffy, Christopher. Frederick the Great A Military Life, （New York, Routledge, 1985）
- -. Prussia's Glory Rossbach and Leuthen 1757, （Chicago, The Emperor's Press, 2003）
- Holcroft, Thomas. Posthumous works of Frederic II, king of Prussia, Volume 2, （G.G.J. and J. Robinson, 1789, Digitized Nov 7, 2008）
- Speelman, Patrick J. War, Society and Enlightenment The Works of General Lloyd, （Leiden・Boston, Brill, 2005）
- Tempelhoff, Georg Friedrich von. Extracts from Colonel Tempelhoffe's History of the seven years war his remarks on General Lloyd, on the subsistence of armies, and on the march of convoys, VOL 1, （T. Cadell, 1793, Digitized May 5, 2009）